# Бряг Правда
Бряг Правда (на руски: Берег Правда) е част от крайбрежието на Източна Антарктида, бреговата част на Земя кралица Мери, простиращ се на 66°30’ ю.ш. и между 92° и 98°30’ и.д. Брегът заема крайбрежната част на Земя кралица Мери, в акваторията на море Дейвис, част от Индоокеанския сектор на Южния океан. На запад граничи със Земя Вилхелм ІІ, а на изток – с Брега Нокс на Земя Уилкс. Бреговата линия е слабо разчленена. На изток се простира големия шелфов ледник Шакълтън, в който са „циментирани“ островите Хендерсън и Мейсън, а на запад, на 75 km от брега се намира остров Дригалски. В западния сектор на брега навътре в сушата се вдават заливите Леден, Макдоналд, Фар и Аврора, а в близост до брега са островите Хасуел. Брегът Правда е изцяло е покрит с континентален леден щит, дебелината на който на 100 km на юг надминава 1500 m. Над него стърчат отделни оголени върхове и нунатаки на малки и сравнително ниски крайбрежни планини и възвишения с височина до 1000 m. Във вътрешността надморската височина постепенно се повишава и на места надминава 2700 m. От крайбрежните ниски планини и възвишения към морския бряг и в шелфовия ледник Шакълтън се „вливат“ малки и сравнително къси континентални ледници – Роско, Хелен, Куприянов и Аненков.
Брегът Правда е открит през 1912 г. и е частично изследван и картиран от британската антарктическа експедиция (1911 – 1914), възглавявана от австралийския полярен изследовател Дъглас Моусън. Впоследствие регионът е детайлно изследвана и картиран от 1-вата Съветска антарктическа експедиция и е наименуван Бряг Правда в чест на официоза на ЦК на КПСС вестник „Правда“. На 12 февруари 1956 г. на брега е основана полярната станция „Мирни“ (66°33′ ю. ш. 93°01′ и. д. / 66.55° ю. ш. 93.016667° и. д.).